# FK Ventspils
FK Ventspils var en fotbollsklubb i Lettland.

## Historia
Klubben grundades 1997 genom sammanslagning av två klubbar i Ventspils som är en hamnstad vid floden Ventas utlopp i Östersjön.

## Meriter
- Lettiska ligan: 2006, 2007, 2008, 2011, 2013, 2014.[1]
- Lettiska cupen: 2003, 2004, 2005, 2007, 2010/2011, 2012/2013, 2016/2017.[2]
- Livonia cup (spelas mellan ligasegrarna i Lettland och Estland) 2007

## Placering tidigare säsonger
| Säsong | Nivå | Liga     | Placering | Referens |
| ------ | ---- | -------- | --------- | -------- |
| 2005   | 1    | Virslīga | 3         | [ 3 ]    |
| 2006   | 1    | Virslīga | 1         | [ 4 ]    |
| 2007   | 1    | Virslīga | 1         | [ 5 ]    |
| 2008   | 1    | Virslīga | 1         | [ 6 ]    |
| 2009   | 1    | Virslīga | 2         | [ 7 ]    |
| 2010   | 1    | Virslīga | 2         | [ 8 ]    |
| 2011   | 1    | Virslīga | 1         | [ 9 ]    |
| 2012   | 1    | Virslīga | 3         | [ 10 ]   |
| 2013   | 1    | Virslīga | 1         | [ 9 ]    |
| 2014   | 1    | Virslīga | 1         | [ 11 ]   |
| 2015   | 1    | Virslīga | 3         | [ 12 ]   |
| 2016   | 1    | Virslīga | 3         | [ 13 ]   |
| 2017   | 4    | Virslīga | 4         | [ 14 ]   |
| 2018   | 1    | Virslīga | 2         | [ 15 ]   |
| 2019   | 1    | Virslīga | 3         | [ 16 ]   |
| 2020   | 1    | Virslīga | 4         | [ 17 ]   |
| 2021   | 1    | Virslīga | X         | [ 18 ]   |